# Cristòfol Salvó Saura
Cristòfol Salvó Saura   (1895 - Barcelona, 17 d'agost de 1927) fou un futbolista català de la dècada de 1910.

## Trajectòria
Fou un dels futbolistes catalans més destacats de la dècada de 1910, essent considerat el millor mig ala del moment. Desenvolupà la major part de la seva carrera al FC Espanya (1909-18), amb el qual guanyà tres vegades el Campionat de Catalunya (1913, 1914, 1917), una Copa dels Pirineus (1914) i fou finalista del Campionat l'Espanya, també el 1914. A continuació jugà una temporada al Racing de Madrid, RCD Espanyol i al FC Internacional. Fou un habitual de la selecció catalana de futbol, amb la qual guanyà la Copa Príncep d'Astúries (1916, 1917). Va morir molt jove, l'any 1927.
El seu germà Pantaleó Salvó també fou futbolista.

## Palmarès
- Campionat de Catalunya de futbol:
  - 1913, 1914, 1917
- Copa dels Pirineus:
  - 1914
- Copa Príncep d'Astúries de futbol:
  - 1916, 1917